# ZunZuneo
ZunZuneo foi um serviço de rede social e microblogging, oferecido aos usuários cubanos, que foi na verdade um Twitter falso, criado em 2010 pelo governo americano através da Agência dos Estados Unidos para o Desenvolvimento Internacional (USAID). O governo americano criou esta rede com o objetivo de atingir o governo cubano, fomentando entre os jovens de Cuba uma "Primavera Cubana" nos moldes da Primavera Árabe. A participação americana no esquema foi revelada em 2014 pela Associated Press. Era chamada de "Twitter cubano".
A iniciativa foi vista pela população como sendo de vigilância, uma vez que obteve uma ampla base de assinantes cubanos com informações , como sexo, idade, filiação partidária e até mesmo a receptividade a novas ideias.
De acordo com a Associated Press ( AP) , foi criado um conjunto de empresas de fachada que usaram contas bancárias em paraísos fiscais como as Ilhas Cayman e foram recrutados executivos para ocupar posições nestas empresas que não estavam cientes da verdadeira razão da existência da empresa e para a rede social e também o não sabiam dos laços entre o governo dos EUA e as empresas para as quais estavam trabalhando. Esta foi a estrategia americana para esconder sua participação no esquema.
ZunZuneo, reconhecido como o "Twitter cubano", alcançou 40 mil assinantes, e foi fechada em 2012, sem anúncio prévio ou explicação.
Inicialmente a rede atraiu assinantes através da discussão de esportes, e foi aos poucos introduzindo mensagens políticas que incentivavam protestos contra o governo.
A Associated Press publicou um artigo sobre ZunZuneo em abril de 2014 . Posteriormente, o governo dos EUA confirmou ter fundado o serviço e fornecer os recursos financeiros para criar as empresas de fachada , mas alegou que a criação da ZunZuneo não era um programa secreto.
De acordo com os representantes da USAID, o programa foi revisado por membros do governo dos EUA em 2013, que concluiram que o programa foi executado de acordo com as leis dos Estados Unidos e foi portanto legal do ponto de vista dos Estados Unidos.